# Olympische Sommerspiele 1988/Teilnehmer (Australien)
| Gelbes Symbol für Goldmedaillen mit stilisierten Olympischen Ringen | Graues Symbol für Silbermedaillen mit stilisierten Olympischen Ringen | Braundes Symbol für Bronzemedaillen mit stilisierten Olympischen Ringen |
| ------------------------------------------------------------------- | --------------------------------------------------------------------- | ----------------------------------------------------------------------- |
| 3                                                                   | 6                                                                     | 5                                                                       |

Australien nahm an den Olympischen Sommerspielen 1988 in Seoul, Südkorea, mit einer Delegation von 252 Sportlern (180 Männer und 72 Frauen) teil.

## Medaillengewinner

### Gold
| Name(n) | Sportart       | Wettkampf                |
| --- | -------------- | ------------------------ |
| Kathleen Partridge, Elspeth Clement, Liane Tooth, Lee Capes, Loretta Dorman, Lorraine Hillas, Michelle Capes, Deborah Bowman, Sandra Pisani, Kim Small, Sally Carbon, Jacqueline Pereira, Tracey Belbin, Rechelle Hawkes, Sharon Patmore, Maree Fish | Hockey         | Damenturnier             |
| Debbie Flintoff-King | Leichtathletik | Frauen, 400 Meter Hürden |
| Duncan Armstrong | Schwimmen      | 200 Meter Freistil       |

### Silber
| Name                | Sportart       | Wettkampf                   |
| ------------------- | -------------- | --------------------------- |
| Grahame Cheney      | Boxen          | Halbweltergewicht           |
| Grant Davies        | Kanu           | Einer-Kajak, 1000 Meter     |
| Lisa Martin-Ondieki | Leichtathletik | Frauen, Marathon            |
| Martin Vinnicombe   | Radsport       | 1000 Meter Zeitfahren       |
| Dean Woods          | Radsport       | 4000 Meter Einzelverfolgung |
| Duncan Armstrong    | Schwimmen      | 400 Meter Freistil          |

### Bronze
| Name(n)                                                    | Sportart  | Wettkampf                        |
| ---------------------------------------------------------- | --------- | -------------------------------- |
| Peter Foster und Kelvin Graham                             | Kanu      | Zweier-Kajak, 1000 Meter         |
| Gary Neiwand                                               | Radsport  | Sprint                           |
| Dean Woods, Brett Dutton, Steve McGlede und Wayne McCarney | Radsport  | 4000 Meter Mannschaftsverfolgung |
| Julie McDonald                                             | Schwimmen | Frauen, 800 Meter Freistil       |
| Elizabeth Smylie und Wendy Turnbull                        | Tennis    | Frauen, Doppel                   |

## Teilnehmer nach Sportarten

### Basketball
- Herren
4. Platz
- Kader
Andrew Vlahov
Andrew Gaze
Bradley Dalton
Damian Keogh
Darryl Pearce
Larry Sengstock
Lucien Longley
Marcus Bradtke
Philip Smyth
Raymond Borner
Wayne Carroll
- Damen
4. Platz
- Kader
Deborah Slimmon
Donna Quinn-Brown
Jennifer Cheesman
Julie Nykiel
Karen Dalton
Maree White
Marina Moffa
Michele Timms
Patricia Mickan
Robyn Maher
Shelley Gorman-Sandie

### Bogenschießen
- Simon Fairweather
Einzel: 16. Platz
Mannschaft: 13. Platz
- Christopher Blake
Einzel: 41. Platz
Mannschaft: 13. Platz
- Rodney Wagner
Einzel: 63. Platz
Mannschaft: 13. Platz

### Boxen
- Marcus Priaulx
Bantamgewicht: 17. Platz
- Darrell Hiles
Federgewicht: 17. Platz
- Grahame Cheney
Halbweltergewicht: Silber
- Darren Obah
Weltergewicht: 9. Platz

### Fechten
- Robert Davidson
Florett, Einzel: 44. Platz
Degen, Einzel: 54. Platz
- Andrea Chaplin
Frauen, Florett, Einzel: 42. Platz

### Fußball
- Herren
5. Platz
- Kader
Alan Davidson
Andrew Koczka
Charlie Yankos
David Mitchell
Frank Farina
Gary van Egmond
Graham Arnold
Graham Jennings
Jeffrey Olver
John Kosmina
Michael Petersen
Oscar Crino
Paul Wade
Robert Dunn
Robert Slater
Scott Ollerenshaw
Vlado Bozinoski

### Gewichtheben
- Gregory Hayman
Fliegengewicht: 18. Platz
- Ronald Laycock
Mittelgewicht: 17. Platz
- Paul Harrison
Mittelgewicht: 19. Platz
- Charles Garzarella
Superschwergewicht: 7. Platz

### Hockey
- Herren
4. Platz
- Kader
Andrew Deane
Colin Batch
Craig Davies
David Wansbrough
Graham Reid
Jay Stacy
John Bestall
Kenneth Wark
Mark Hager
Michael York
Neil Hawgood
Neil Snowden
Peter Noel
Ric Charlesworth
Roger Smith
Warren Birmingham
- Damen
Gold
- Kader
Kathleen Partridge
Elspeth Clement
Liane Tooth
Loretta Dorman
Lorraine Hillas
Michelle Capes
Sandra Pisani
Debbie Bowman
Lee Capes
Kim Small
Sally Carbon
Jacqueline Pereira
Tracey Belbin
Rechelle Hawkes
Sharon Buchanan-Patmore
Maree Fish

### Judo
- Warren Rosser
Halbleichtgewicht: 20. Platz
- Stewart Brain
Leichtgewicht: 11. Platz
- Luis Val
Halbmittelgewicht: 20. Platz

### Kanu
- Martin Hunter
Einer-Kajak, 500 Meter: 7. Platz
- Grant Davies
Einer-Kajak, 1000 Meter: Silber
- Peter Foster
Zweier-Kajak, 500 Meter: Halbfinale
Zweier-Kajak, 1000 Meter: Bronze
- Kelvin Graham
Zweier-Kajak, 500 Meter: Halbfinale
Zweier-Kajak, 1000 Meter: Bronze
- Bryan Thomas
Vierer-Kajak, 1000 Meter: 4. Platz
- Steve Wood
Vierer-Kajak, 1000 Meter: 4. Platz
- Grant Kenny
Vierer-Kajak, 1000 Meter: 4. Platz
- Paul Gilmour
Vierer-Kajak, 1000 Meter: 4. Platz

### Leichtathletik
- Mark Garner
200 Meter: Viertelfinale
4 × 400 Meter: 6. Platz
- Darren Clark
400 Meter: 4. Platz
4 × 400 Meter: 6. Platz
- Miles Murphy
400 Meter: Viertelfinale
4 × 400 Meter: 6. Platz
- Robert Stone
400 Meter: Viertelfinale
- Pat Scammell
1500 Meter: Vorläufe
- Andrew Lloyd
5000 Meter: Halbfinale
10.000 Meter: Vorläufe
- Steve Moneghetti
Marathon: 5. Platz
- Robert de Castella
Marathon: 8. Platz
- Brad Camp
Marathon: 41. Platz
- Leigh Miller
400 Meter Hürden: Vorläufe
4 × 400 Meter: 6. Platz
- Robert Ballard
4 × 400 Meter: 6. Platz
- Simon Baker
20 Kilometer Gehen: 11. Platz
50 Kilometer Gehen: 6. Platz
- Andrew Jachno
20 Kilometer Gehen: 28. Platz
50 Kilometer Gehen: 6. Platz
- David Culbert
Weitsprung: 20. Platz in der Qualifikation
- Werner Reiterer
Diskuswurf: 15. Platz in der Qualifikation
- Simon Shirley
Zehnkampf: 15. Platz
- Kerry Johnson
Frauen, 100 Meter: Viertelfinale
Frauen, 200 Meter: Viertelfinale
- Maree Holland
Frauen, 400 Meter: 8. Platz
- Jacqueline Perkins
Frauen, 3000 Meter: Vorläufe
Frauen, 10.000 Meter: Vorläufe
- Carolyn Schuwalow
Frauen, 10.000 Meter: 17. Platz
- Lisa Martin-Ondieki
Frauen, Marathon: Silber
- Jane Flemming
Frauen, 100 Meter Hürden: Vorläufe
Frauen, Siebenkampf: 7. Platz
- Debbie Flintoff-King
Frauen, 400 Meter Hürden: Gold
- Jennifer Laurendet
Frauen, 400 Meter Hürden: Vorläufe
- Sally Hamilton-Fleming
Frauen, 400 Meter Hürden: Vorläufe
- Christine Stanton
Frauen, Hochsprung: 7. Platz
- Vanessa Browne
Frauen, Hochsprung: 14. Platz in der Qualifikation
- Nicole Boegman
Frauen, Weitsprung: 5. Platz

### Moderner Fünfkampf
- Alex Watson
Einzel: disqualifiziert wegen Dopings

### Radsport
- Edward Salas
Straßenrennen: 6. Platz
- Stephen Fairless
Straßenrennen: nicht beendet
100 Kilometer Mannschaftszeitfahren: 9. Platz
- Scott Steward
Straßenrennen: nicht beendet
100 Kilometer Mannschaftszeitfahren: 9. Platz
- Bruce Keech
100 Kilometer Mannschaftszeitfahren: 9. Platz
- Clayton Stevenson
100 Kilometer Mannschaftszeitfahren: 9. Platz
- Gary Neiwand
Sprint: Bronze
- Martin Vinnicombe
1000 Meter Zeitfahren: Silber
- Dean Woods
4000 Meter Einzelverfolgung: Silber 
4000 Meter Mannschaftsverfolgung: Bronze
- Brett Dutton
4000 Meter Mannschaftsverfolgung: Bronze
- Wayne McCarney
4000 Meter Mannschaftsverfolgung: Bronze
- Stephen McGlede
4000 Meter Mannschaftsverfolgung: Bronze
- Scott McGrory
4000 Meter Mannschaftsverfolgung: Bronze
- Robert Burns
Punktefahren: 4. Platz
- Elizabeth Hepple
Frauen, Straßenrennen: 22. Platz
- Donna Gould
Frauen, Straßenrennen: 27. Platz
- Kathleen Shannon
Frauen, Straßenrennen: 29. Platz
- Julie Speight
Frauen, Sprint: 5. Platz

### Reiten
- Erica Taylor
Dressurreiten, Einzel: 34. Platz
- George Sanna
Springreiten, Einzel: Finale
Springreiten, Mannschaft: 10. Platz
- Rodney Brown
Springreiten, Einzel: Finale
Springreiten, Mannschaft: 10. Platz
- Jeffrey McVean
Springreiten, Einzel: 53. Platz
Springreiten, Mannschaft: 10. Platz
- Gregory McDermott
Springreiten, Einzel: DNF
- Victoria Roycroft
Springreiten, Mannschaft: 10. Platz
- Andrew Hoy
Vielseitigkeit, Einzel: 8. Platz
Vielseitigkeit, Mannschaft: 5. Platz
- Scott Keach
Vielseitigkeit, Einzel: 23. Platz
Vielseitigkeit, Mannschaft: 5. Platz
- David Green
Vielseitigkeit, Einzel: 24. Platz
Vielseitigkeit, Mannschaft: 5. Platz
- Barry Roycroft
Vielseitigkeit, Einzel: 25. Platz
Vielseitigkeit, Mannschaft: 5. Platz

### Ringen
- Daniel Cumming
Federgewicht, Freistil: ??
- Chris Brown
Leichtgewicht, Freistil: ??
- Walter Koenig
Halbschwergewicht, Freistil: ??

### Rudern
- Hamish McGlashan
Einer: 4. Platz
- Malcolm Batten
Zweier ohne Steuermann: Viertelfinale
- Samuel Patten
Zweier ohne Steuermann: Viertelfinale
- Richard Powell
Doppelvierer: 5. Platz
- Brenton Terrell
Doppelvierer: 5. Platz
- Paul Reedy
Doppelvierer: 5. Platz
- Peter Antonie
Doppelvierer: 5. Platz
- James Galloway
Achter: 5. Platz
- Hamish McLachlan
Achter: 5. Platz
- Andrew Cooper
Achter: 5. Platz
- Mike McKay
Achter: 5. Platz
- Mark Doyle
Achter: 5. Platz
- James Tomkins
Achter: 5. Platz
- Ion Popa
Achter: 5. Platz
- Stephen Evans
Achter: 5. Platz
- Dale Caterson
Achter: 5. Platz

### Schießen
- Philip Adams
Luftpistole: 15. Platz
Freie Scheibenpistole: 19. Platz
- Bengt Sandstrom
Luftpistole: 37. Platz
Freie Scheibenpistole: 23. Platz
- Wolfgang Jobst
Luftgewehr: 42. Platz
- Donald Brook
Kleinkaliber Dreistellungskampf: 40. Platz
Kleinkaliber liegend: 41. Platz
- Alan Smith
Kleinkaliber Dreistellungskampf: 46. Platz
Kleinkaliber liegend: 11. Platz
- Bryan Wilson
Kleinkaliber, Laufende Scheibe: 22. Platz
- Russell Mark
Trap: 15. Platz
- John Maxwell
Trap: 22. Platz
- Domingo Diaz
Trap: 37. Platz
- Ian Hale
Skeet: 44. Platz
- Valerie Winter
Frauen, Luftpistole: 25. Platz
Frauen, Sportpistole: 30. Platz
- Alison Feast
Frauen, Luftgewehr: 22. Platz
Frauen, KK-Sportgewehr Dreistellungskampf: 28. Platz

### Schwimmen
- Andrew Baildon
50 Meter Freistil: 8. Platz
100 Meter Freistil: 6. Platz
4 × 100 Meter Lagen: 6. Platz
- Thomas Stachewicz
50 Meter Freistil: 27. Platz
100 Meter Freistil: 9. Platz
200 Meter Freistil: 11. Platz
4 × 200 Meter Freistil: 4. Platz
- Duncan Armstrong
200 Meter Freistil: Gold 
400 Meter Freistil: Silber 
4 × 200 Meter Freistil: 4. Platz
- Ian Brown
400 Meter Freistil: 13. Platz
4 × 200 Meter Freistil: 4. Platz
- Michael McKenzie
1500 Meter Freistil: 11. Platz
- Jason Plummer
1500 Meter Freistil: 14. Platz
4 × 200 Meter Freistil: 4. Platz
- Martin Roberts
200 Meter Schmetterling: 16. Platz
4 × 200 Meter Freistil: 4. Platz
- Carl Wilson
100 Meter Rücken: 27. Platz
4 × 100 Meter Lagen: 6. Platz
- Simon Upton
100 Meter Rücken: 32. Platz
200 Meter Rücken: 22. Platz
- Ian McAdam
100 Meter Brust: 22. Platz
200 Meter Brust: 21. Platz
4 × 100 Meter Lagen: 6. Platz
- Jonathan Sieben
100 Meter Schmetterling: 4. Platz
4 × 100 Meter Lagen: 6. Platz
- David Wilson
100 Meter Schmetterling: 20. Platz
200 Meter Schmetterling: 6. Platz
- Robert Bruce
200 Meter Lagen: 6. Platz
400 Meter Lagen: 11. Platz
- Robert Woodhouse
200 Meter Lagen: 17. Platz
400 Meter Lagen: 14. Platz
- Karen van Wirdum
Frauen, 50 Meter Freistil: 8. Platz
Frauen, 100 Meter Freistil: 14. Platz
Frauen, 4 × 100 Meter Lagen: 4. Platz
- Suzanne Baumer
Frauen, 100 Meter Freistil: 22. Platz
Frauen, 200 Meter Freistil: 26. Platz
- Sheridan Burge-Lopez
Frauen, 200 Meter Freistil: 20. Platz
Frauen, 400 Meter Freistil: 9. Platz
- Janelle Elford
Frauen, 400 Meter Freistil: 5. Platz
Frauen, 800 Meter Freistil: 6. Platz
- Julie McDonald
Frauen, 800 Meter Freistil: Bronze
- Nicole Livingstone
Frauen, 100 Meter Rücken: 7. Platz
Frauen, 200 Meter Rücken: 5. Platz
Frauen, 4 × 100 Meter Lagen: 4. Platz
- Karen Lord
Frauen, 100 Meter Rücken: 17. Platz
Frauen, 200 Meter Rücken: 14. Platz
- Lara Hooiveld
Frauen, 100 Meter Brust: 15. Platz
Frauen, 200 Meter Brust: 30. Platz
Frauen, 4 × 100 Meter Lagen: 4. Platz
- Fiona Alessandri
Frauen, 100 Meter Schmetterling: 13. Platz
Frauen, 4 × 100 Meter Lagen: 4. Platz
- Donna Procter
Frauen, 200 Meter Schmetterling: 17. Platz
Frauen, 200 Meter Lagen: 19. Platz
Frauen, 400 Meter Lagen: 8. Platz
- Judith Clatworthy
Frauen, 200 Meter Lagen: 4. Platz
Frauen, 400 Meter Lagen: 6. Platz

### Segeln
- Christopher Lawrence
Windsurfen: 10. Platz
- Chris Pratt
Finn-Dinghy: 12. Platz
- Colin Beashel
Star: 7. Platz
- Gregory Torpy
Star: 7. Platz
- Bradley Schafferius
Tornado: 11. Platz
- Roger Colman
Tornado: 11. Platz
- Glenn Read
Soling: 14. Platz
- Matthew Percy
Soling: 14. Platz
- Robert Wilmot
Soling: 14. Platz
- David Connor
Flying Dutchman: 17. Platz
- Gary Smith
Flying Dutchman: 17. Platz
- Karyn Davis-Gojnich
Frauen, 470er: 6. Platz
- Nicola Green-Bethwaite
Frauen, 470er: 6. Platz

### Synchronschwimmen
- Lisa Lieschke
Einzel: 16. Platz
Duett: 13. Platz
- Semon Rohloff
Einzel: Vorrunde
Duett: 13. Platz

### Tennis
- Darren Cahill
Einzel: 17. Platz
Doppel: 5. Platz
- Wally Masur
Einzel: 17. Platz
- John Fitzgerald
Einzel: 33. Platz
Doppel: 5. Platz
- Anne Minter
Frauen, Einzel: 17. Platz
- Wendy Turnbull
Frauen, Einzel: 17. Platz
Frauen, Doppel: Bronze
- Elizabeth Smylie
Frauen, Einzel: 33. Platz
Frauen, Doppel: Bronze

### Tischtennis
- Gary Haberl
Einzel: 41. Platz
- Kerri Tepper
Frauen, Einzel: 25. Platz
Frauen, Doppel: 15. Platz
- Nadia Bisiach
Frauen, Einzel: 33. Platz
Frauen, Doppel: 15. Platz

### Turnen
- Kenneth Meredith
Einzelmehrkampf: 80. Platz
Barren: 80. Platz
Bodenturnen: 64. Platz
Pferdsprung: 67. Platz
Reck: 84. Platz
Ringe: 73. Platz
Seitpferd: 74. Platz
- Monique Allen
Frauen, Einzelmehrkampf: 65. Platz
Frauen, Bodenturnen: 52. Platz
Frauen, Pferdsprung: 51. Platz
Frauen, Schwebebalken: 55. Platz
Frauen, Stufenbarren: 77. Platz
- Leanne Rycroft
Frauen, Einzelmehrkampf: 75. Platz
Frauen, Bodenturnen: 79. Platz
Frauen, Pferdsprung: 79. Platz
Frauen, Schwebebalken: 70. Platz
Frauen, Stufenbarren: 55. Platz

### Wasserball
- Herren
8. Platz
- Kader
Glenn Townsend
Richard Pengelley
Christopher Harrison
Troy Stockwell
Andrew Wightman
Andrew Kerr
Raymond Mayers
Geoffrey Clark
John Fox
Christopher Wybrow
Simon Asher
Andrew Taylor
Donald Cameron

### Wasserspringen
- Graeme Banks
Kunstspringen: 23. Platz in der Qualifikation
Turmspringen: 19. Platz in der Qualifikation
- Russell Butler
Kunstspringen: 28. Platz in der Qualifikation
- Craig Rogerson
Turmspringen: 18. Platz in der Qualifikation
- Jennifer Donnet
Frauen, Kunstspringen: 10. Platz
- Julie Kent
Frauen, Turmspringen: 14. Platz in der Qualifikation